# Кампли
Ка̀мпли (на италиански: Campli, на местен диалект Chimblë, Кимблъ) е градче и община в Италия, провинция Терамо, регион Абруцо. Разположено е на 393 m надморска височина. Населението на общината е 6 986 души (към 2019 г.).